# Улица Университето
У́лица Универси́тето (лит. Universiteto gatvė) — одна из старинных улиц в Старом городе Вильнюса; носила название Епископской (пол. Biskupia), Дворцовой, Университетской (пол. Uniwersytecka), в советское время часть улицы называлась Университето, короткая часть от нынешней улицы Скапо до Кафедральной площади носила имя композитора Юозаса Таллат-Кялпши, как и Скапо (лит. J. Tallat-Kelpšos g.).

## Общая характеристика

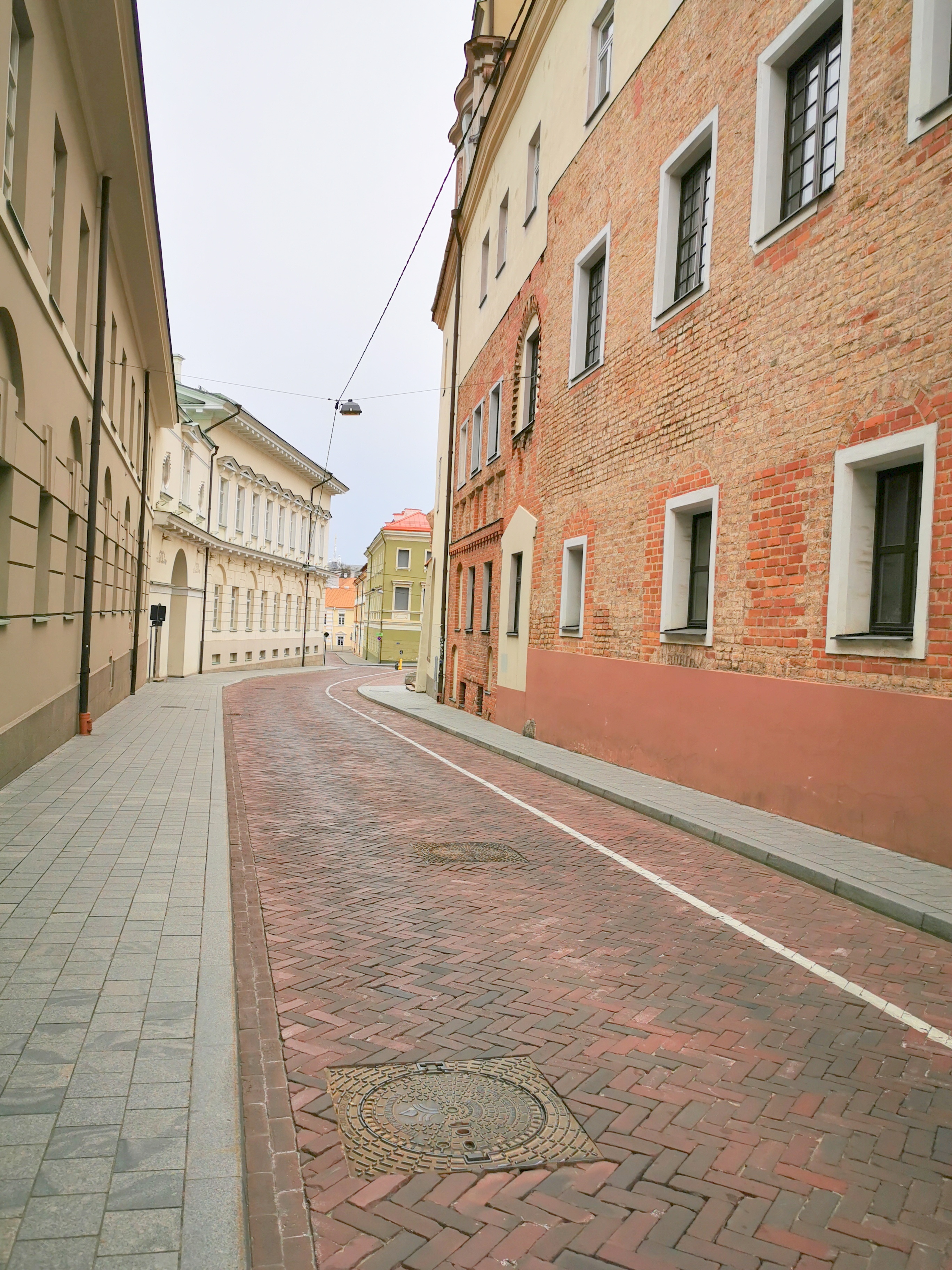
Улица Университето

Улица образует западную границу университетского квартала, в котором располагается ансамбль Вильнюсского университета. Начинается от перекрёстка улиц Швянто Йоно (Šv. Jono g.), Доминикону (Dominikonų g.) и Гаоно (Gaono g.) у сквера К. Сирвидаса (K. Sirvydo skveras) и ведёт к площади С. Даукантаса (S. Daukanto aikštė), далее за пересечением с улицами Лейиклос (Liejyklos g.) и Скапо ( Skapo g.) выходит к улице Швянтарагё (Šventaragio g. и Кафедральной площади. Длина улицы около 360 метров. Проезжая часть вымощена красной клинкерной брусчаткой. Движение по улице ограниченное (закрыто для грузового транспорта).
Нумерация домов начинается от перекрёстка с улицами Швянто Йоно и Доминикону. По правой восточной стороне улицы нечётные номера, по левой западной — чётные.
К улице Университето привязан сюжет рассказа Макса Фрая «Улица Университето (Universiteto g.). Между светом и тенью» из второго тома «Сказок старого Вильнюса», причём один из героев отзывается о ней:

Одна из красивейших улиц города. Местами совершенно итальянская.

## Достопримечательности

### Первое и второе здания университета

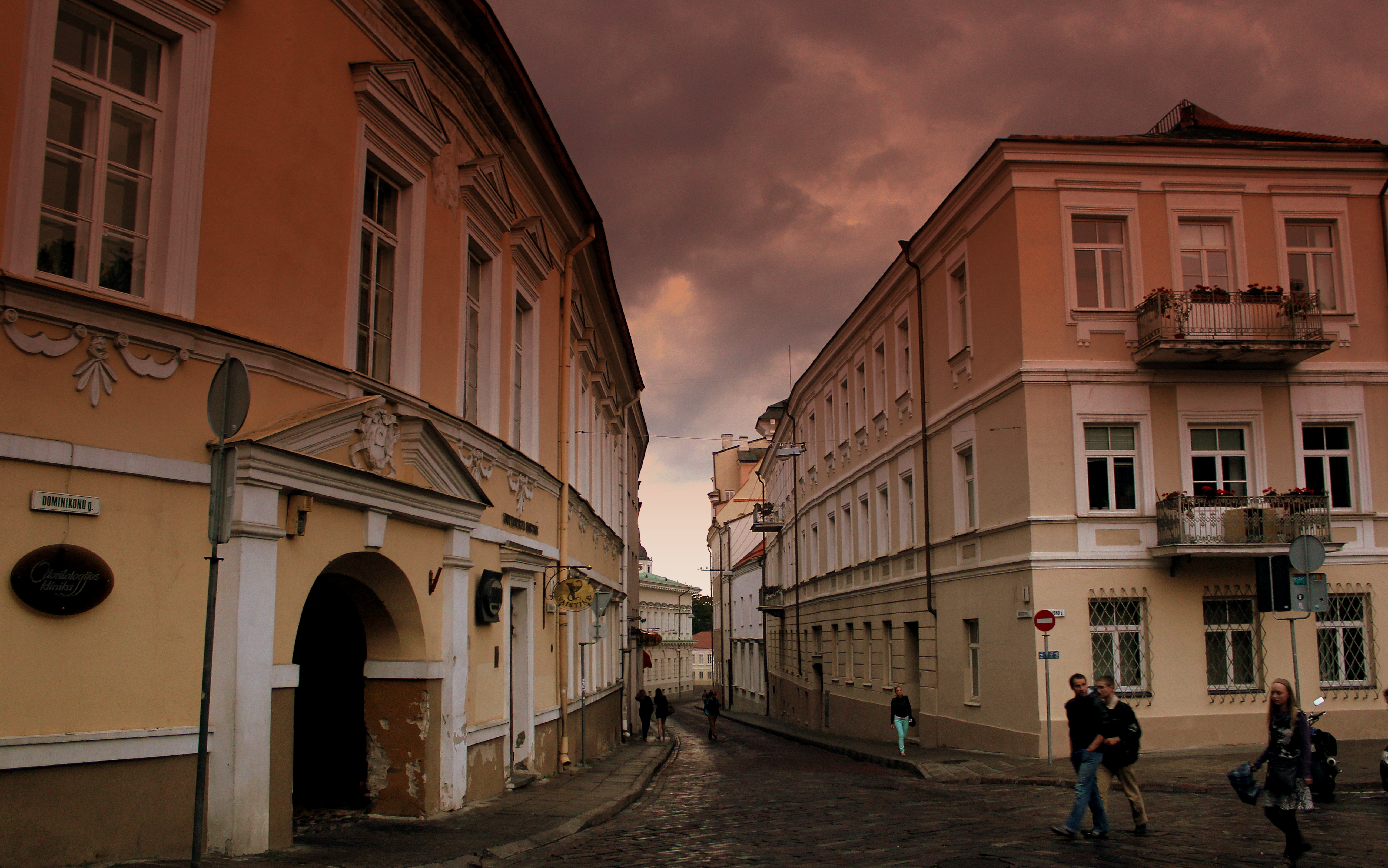
Угол Университето и Швянто Йоно

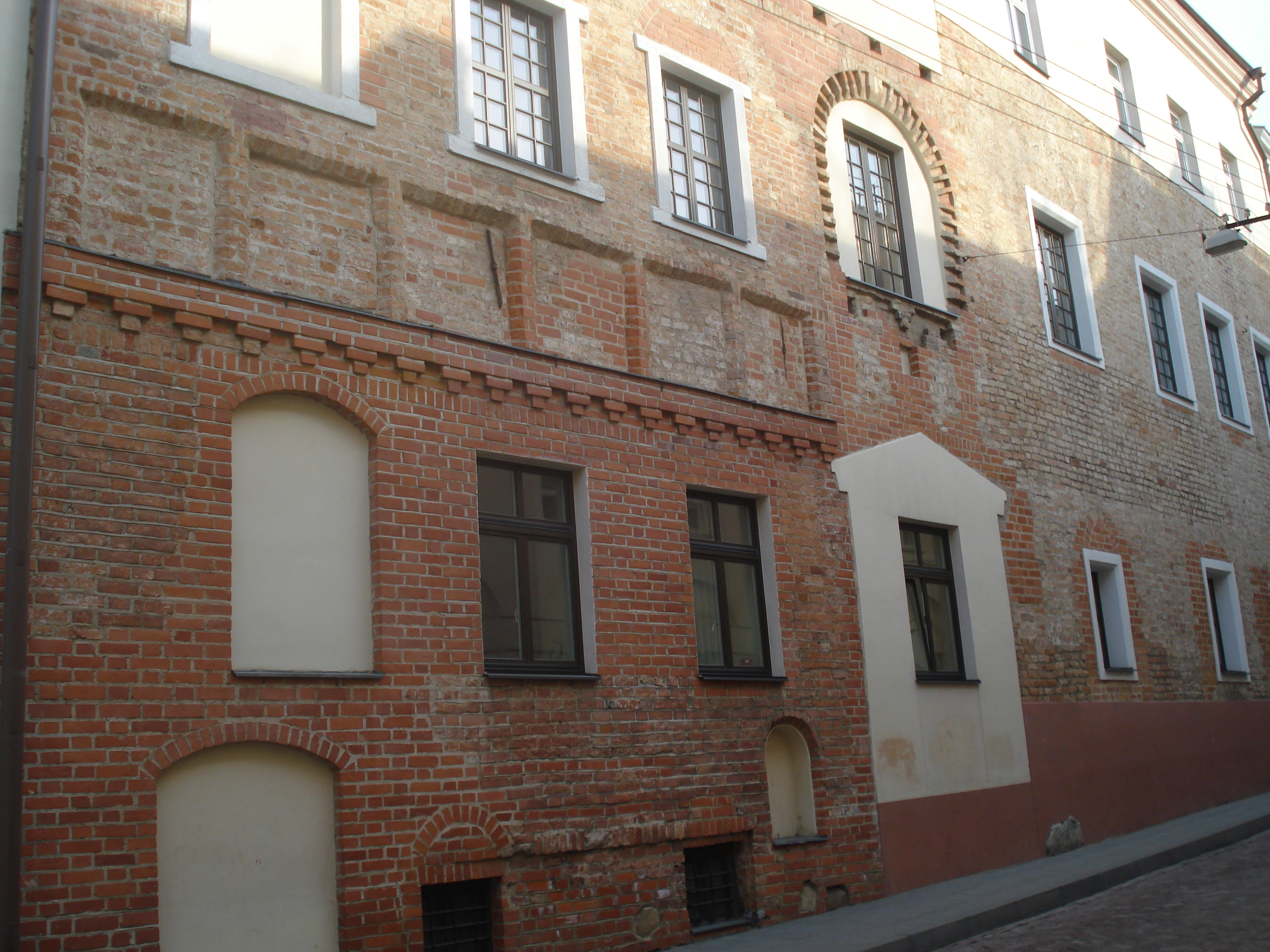
Древнейшая часть здания университета

По правой восточной стороне от угла с улицей Швянто Йоно стоят соединённые друг с другом здания Вильнюсского университета, в которых располагаются администрация, издательство университета, библиотека (Universiteto g. 1—3), в числе которых и древнейшее здание университета начала XVI века с сохранившимися элементами готической постройки из красного кирпича (Universiteto g. 3).
История первого углового здания (Universiteto g. 1 / Švento Jono g. 2) документирована, начиная с первой половины XVI века, когда здесь стоял сначала деревянный дом бурмистра и золотых дел мастера Эразма Бретнера, затем каменный дом. В 1632 году его приобрёла Академия и университет виленский Общества Иезуитов. Дом пострадал от пожара в 1652 году и после восстановления в 1687 году был приспособлен под аптеку. К югу от дома располагался сад, на месте которого в 1815 году по проекту архитектора Жозефа Пусье было построено двухэтажное здание, в котором была устроена новая аптека. Прежняя аптека по проекту Кароля Подчашинского была приспособлена под аудиторию.
После того, как Виленский университет в 1832 году был упразднен, здание перешло к частным владельцам. В 1878 году по почину владелицы Л. Вебер архитектор А. Тинковский перестроил здание и надстроил третий этаж. После Второй мировой войны на первом этаже располагался хлебный магазин, швейное ателье «Рамуне», магазин мужской одежды, в верхних этажах — квартиры. После реконструкции 1979 года здание принадлежит Вильнюсскому университету
Второе здание (Universiteto g. 3) относят к наиболее ценным и выразительным зданиям ансамбля Вильнюсского университета. Старейшая часть здания и всего ансамбля — западный корпус, выходящий на улицу Университето. Трёхэтажное здание было построено в начале XIV века. В 1568 году его приобрёл для строящейся иезуитской коллегии епископ Валериан Протасевич. Около 1620 года к восточному фасаду была пристроена трёхэтажная открытая аркадная галерея в стиле ренессанса, замурованная во второй половине XIX века (выходит на нынешний двор Обсерватории).

### Дворец Бжостовских

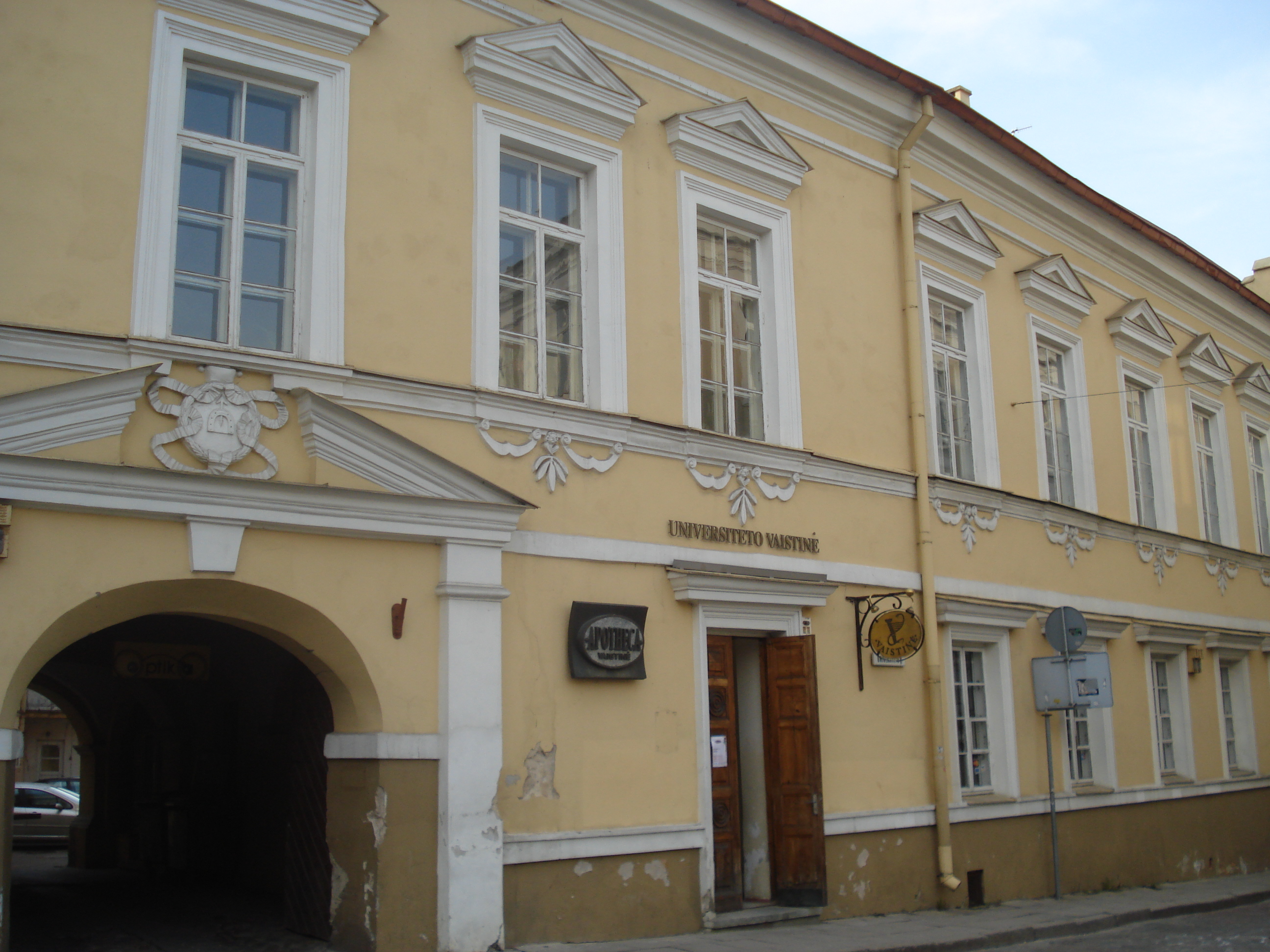
Дворец Бжостовских

На перекрёстке с улицей Доминикону под номером 2 (Universiteto g. 2 / Dominikonų g. 18) стоит выгнутый двухэтажный, жёлтого цвета дворец Бжостовских, позднее принадлежавший Якубу Нагурскому, затем князьям Огинским. Он неоднократно перестраивался. В 1769 году архитектор Мартин Кнакфус обновил фасад дворца и его интерьеры. Фронтон арки, ведущей во внутренний двор, украшает рельеф с гербом Нагурских. Часть здания справа от арки, ведущей во двор, сейчас занимает университетская аптека, слева — магазин-салон оптики.. Комплекс зданий дворца Бжостовских включён в регистр охраняемых государством культурных ценностей

### Алумнат

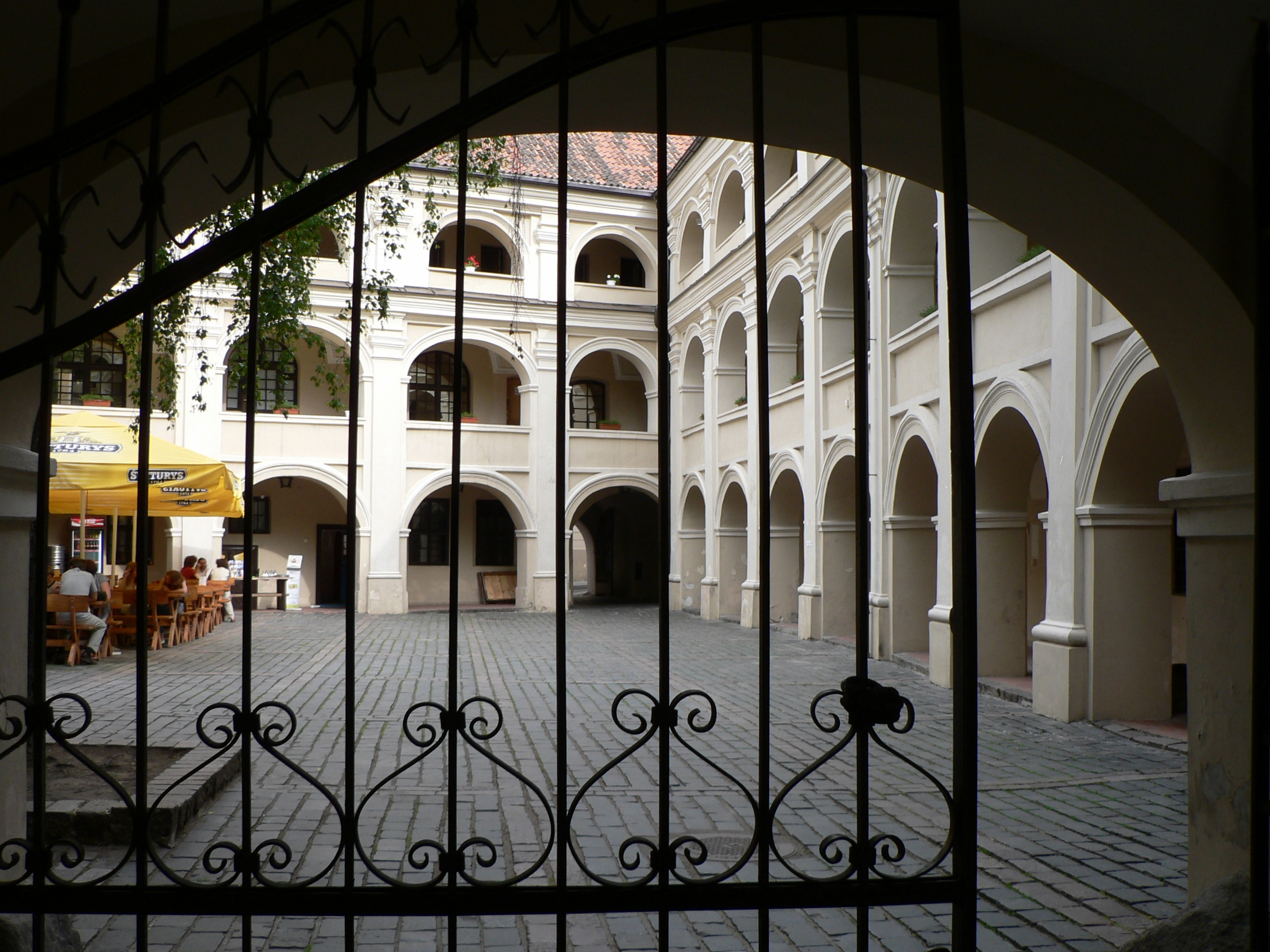
Двор Алумната

Под номером 4 (Universiteto g. 4) значится соседнее здание Алумната (Alumnatas), бывшего общежития-интерната для воспитанников (alumni) униатского вероисповедания Академии виленской, учреждённого папой римским Григорием XIII в 1528 году. Двор алумната относят к самым красивым и впечатляющим дворам Старого города.
Здание было выстроено в 1622 году по образцу главного корпуса самой Академии в Большом дворе. Его образуют три трёхэтажных жилых корпуса вокруг прямоугольного двора, в который с улицы Университето ведут широкие ворота. Открытые аркады галерей на всех этажах и пилястры выполнены в стиле итальянского Ренессанса. Стены над аркадами были расписаны портретами римских пап (фрески не сохранились). Фасад, выходящий на улицу, с прямоугольными окнами без наличников. Здание является памятником архитектуры Ренессанса с элементами готики, позднего барокко и классицизма. Алумнат включён в регистр охраняемых государством культурных ценностей 
Слева от арки, ведущей во двор Алумната, вход в магазин научной литературы, преимущественно гуманитарной („Akademinė knyga“; Universiteto g. 2). Магазин занимает нижний этаж и подвал левого крыла Алумната. В части здания разместился Институт итальянский культуры (Italų Kultūros Institutas Vilniuje, Istituto Italiano di Cultura di Vilnius) и Итальянский институт торговли (Italijos Prekybos Institutas), а также Институт проектирования и реставрирования (Projektavimo ir restauravimo institutas).
Справа от арки вход в итальянское кафе Sole Luna, занимающее нижний этаж. В летнее время во дворе Алумната работает кафе под открытым небом.

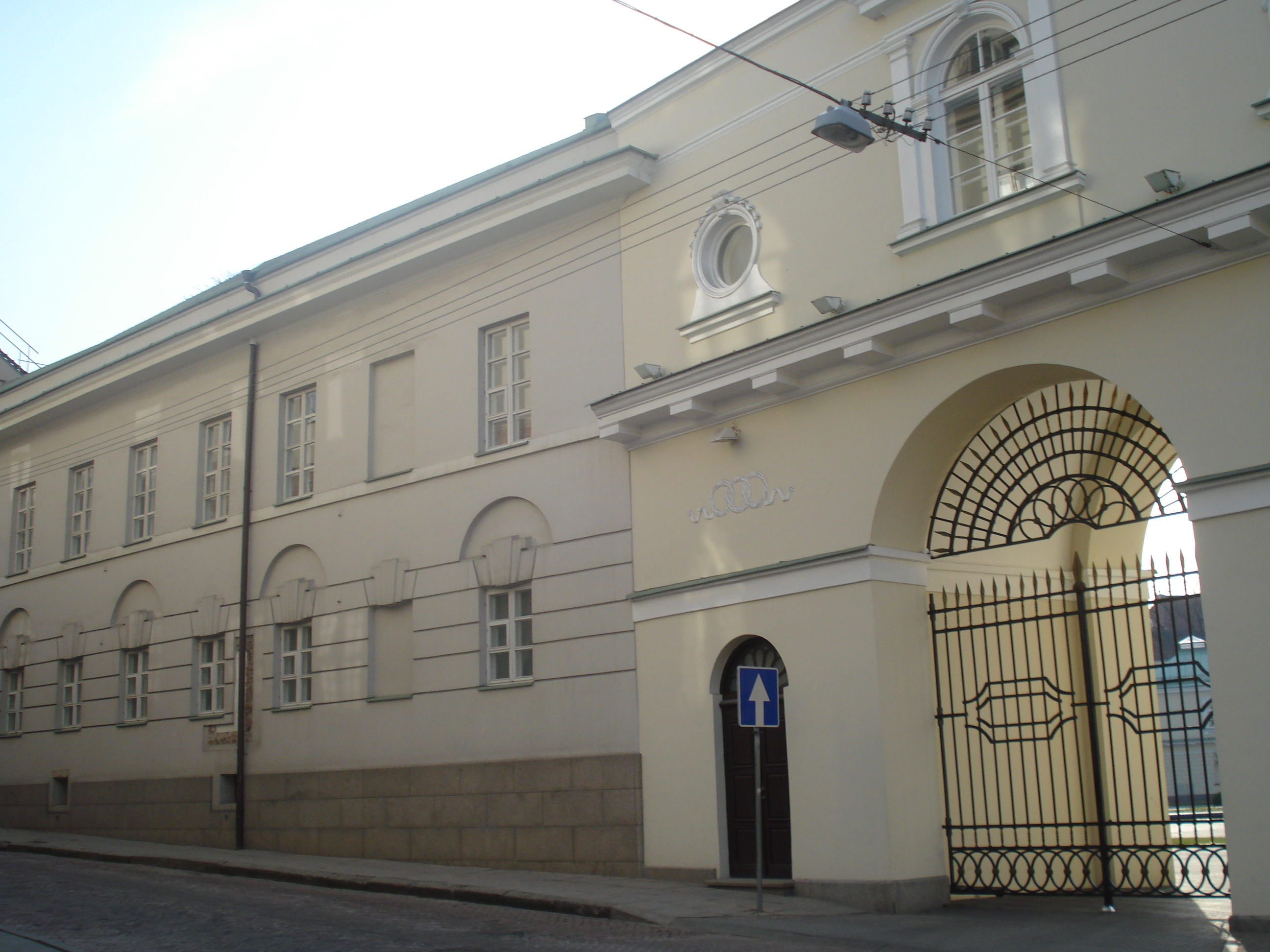
Университето 8

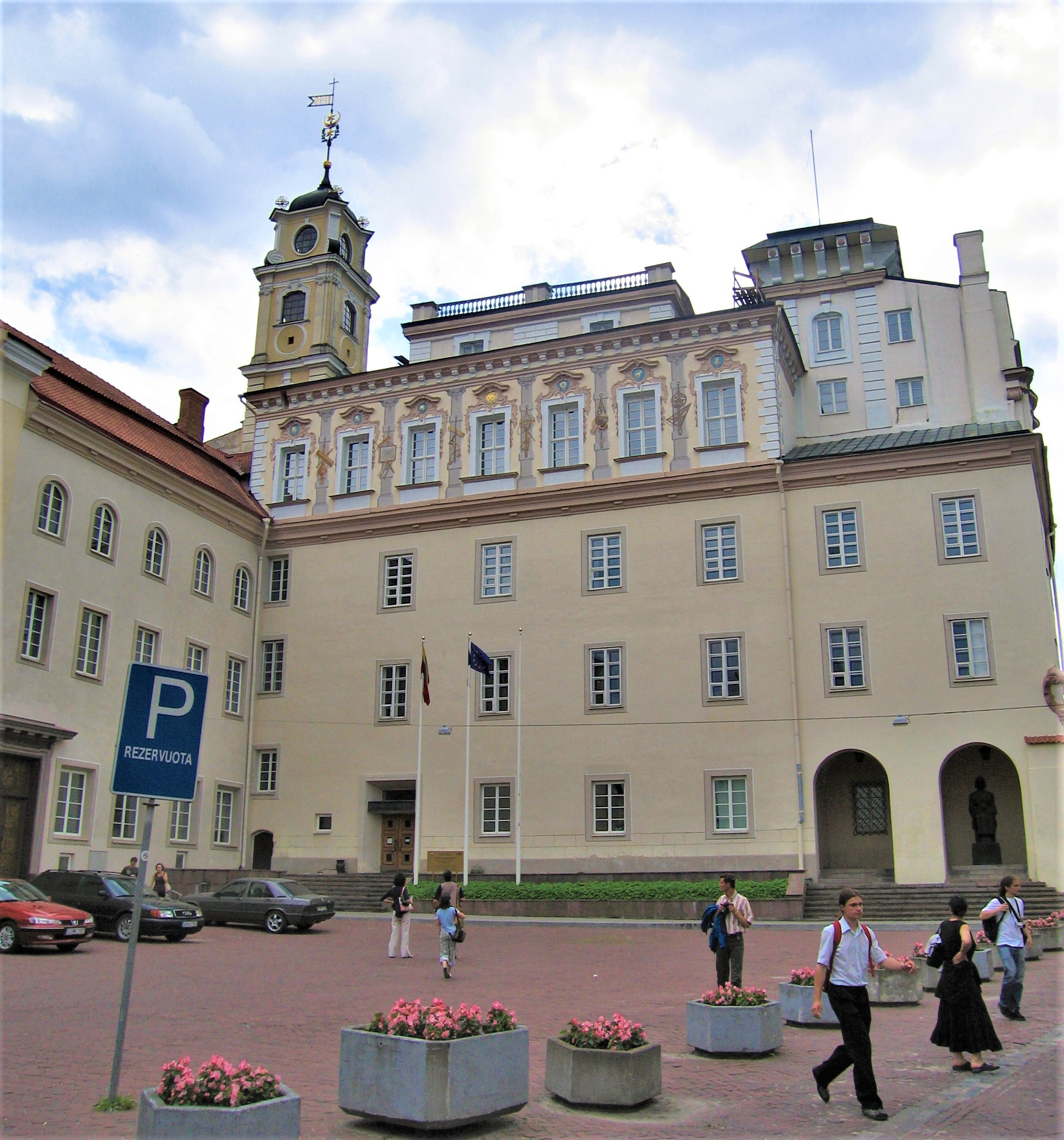
Университето 3

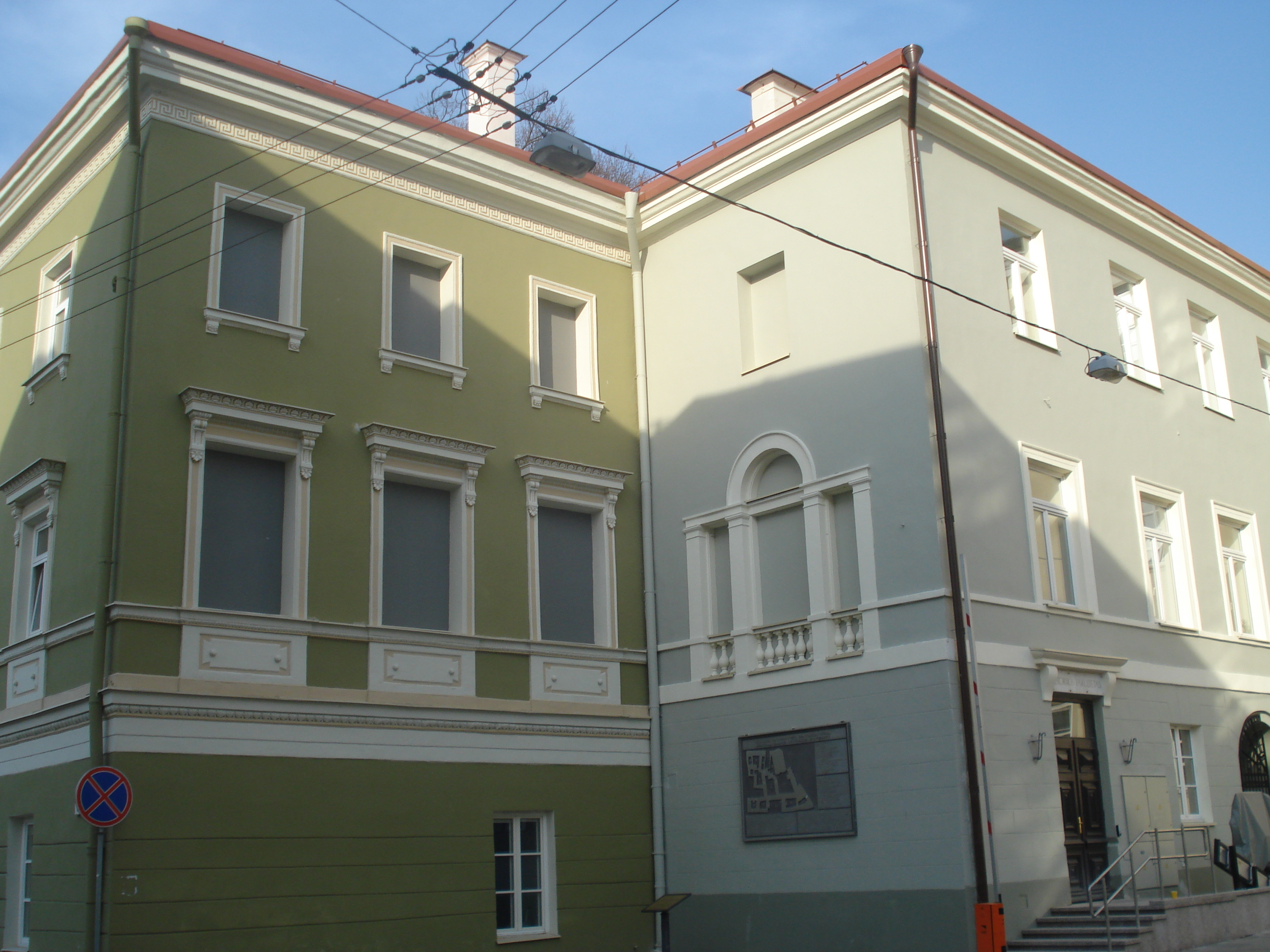
Университето 7

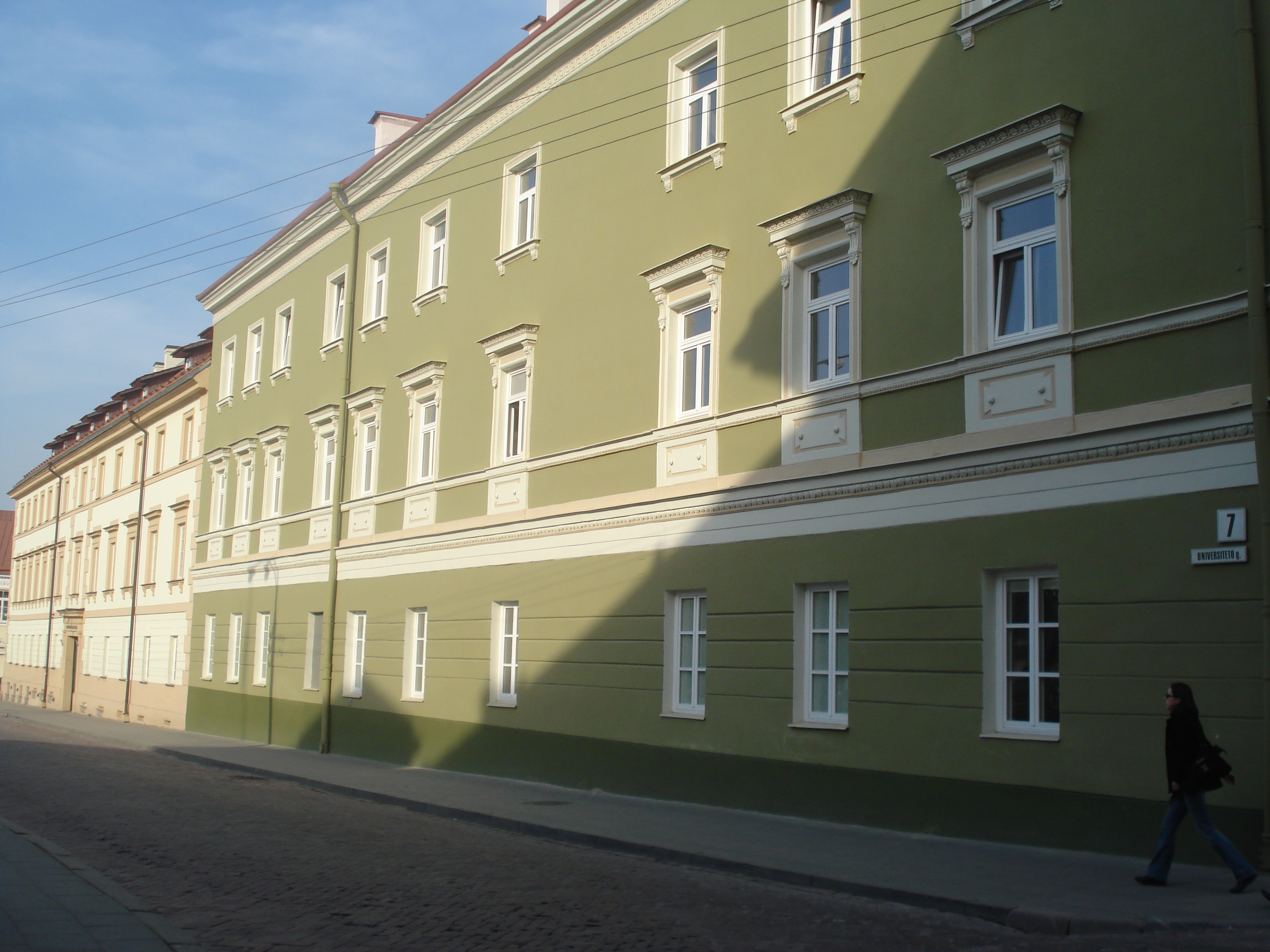
Университето 9, Университето 7

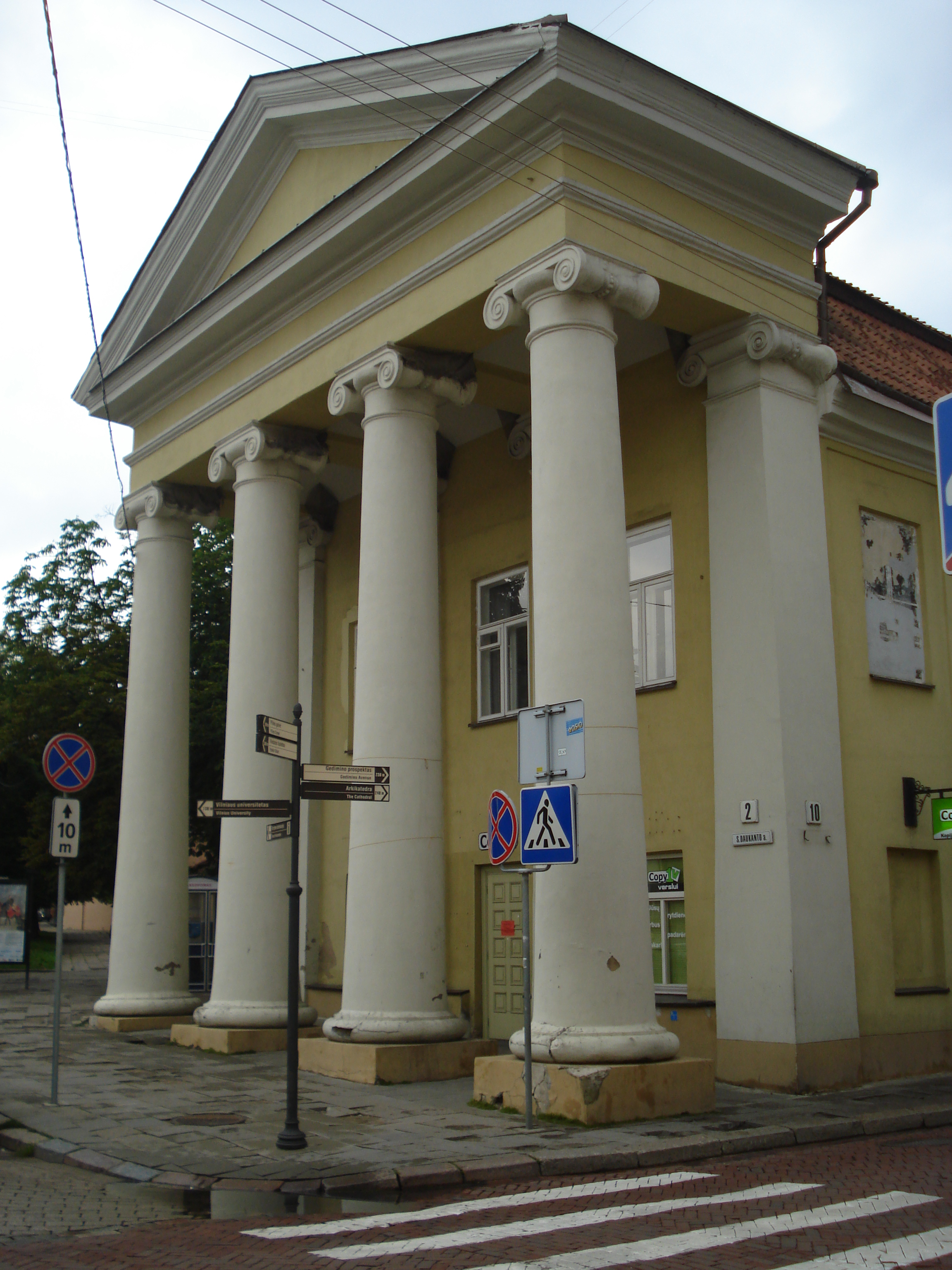
Университето 10

### Канцелярия и дворец Президента
На месте следующего здания в три этажа в 1592 году была построена епархиальная духовная семинария. В 1773 году оно перешло в ведение епископа Игнация Масальского; в 1795 году его перестраивал Лауринас Стуока-Гуцявичюс. Фасад сохранил черты классицизма. Сейчас здание занимает канцелярия Президента Литовской Республики и приёмная канцелярии (Universiteto g. 6).
За ним стоят два двухэтажных здания (административное и репрезентативное) Президентуры, резиденции Президента Литовской Республики (Universiteto g. 8), выходящей главным фасадом на площадь Даукантаса. Это бывший генерал-губернаторский дворец, построенный по проекту архитектора В. П. Стасова.

### Двор Библиотеки
Напротив бокового фасада Президентуры при постройке генерал-губернаторского дворца образовалась площадка, именуемая двором Библиотеки — одним из четырнадцати дворов, входящих в ансамбль Вильнюсского университета. На двор выходит главный фасад здания ректората с бывшей астрономической обсерваторией (Universiteto g. 3), здание библиотеки Вильнюсского университета (Universiteto g. 5) и исторического факультета.
Четвёртый этаж центрального здания университета был достроен во второй половине XVIII века архитектором Томашем Жебровским и предназначался для астрономической обсерватории. Семь его окон украшают барочные наличники и характерные для рококо рокайлем с символами планет на синем фоне. В простенках изображены астрономические инструменты (1772).
В западном углу здания ректората в 1938 году по проекту архитектора Стефана Нарембского были прорублены три арки. В образовавшемся углублении в 1964 году к 250-летию родоначальника литовской художественной литературы была установлена скульптура Кристионаса Донелайтиса (скульптор К. Богданас).
На первом этаже здания библиотеки расположен зал Смуглевича (отдел редких изданий) с цилиндрическим сводом и люнетами (XVII век). Потолок украшает фреска XVII века, изображающая деву Марию, осеняющую плащом учёных мужей. Стены зала расписаны фресками художника Франциска Смуглевича в начале XIX века. Позднее этот зал стал главным экспозиционным залом основанного в 1855 году виленского Музея древностей. На втором этаже находится общий читальный зал, на третьем — профессорский читальный зал с замечательным потолком с глубокими кессонами с розетками и фриз с орнаментом листьев аканта на синем фоне по проекту архитектора Кароля Подчашинского. Закрашенный позднее фриз был восстановлен при реконструкции в 1919 году профессором Университета Стефана Батория Фердинандом Рущицом. Ещё позднее классицистский декор зала был восстановлен в 1970 году, когда стенам был возвращён первоначальный серый цвет.
Здание библиотеки с мая 2001 года украшает дверь-памятник, сооружённая к 450-летия первой литовской книги «Катехизис» Мартинаса Мажвидаса (скульптор Йонас Мяшкялявичюс). Рельефы двери изображают важнейшие фигуры и события истории литовской культуры. Верхняя часть гранитного портала весит около 9 тонн, боковины — около 6 тонн, подвижная бронзовая створка двери весом около 300 кг. Двери считаются самыми дорогими в Литве; на создание, изготовление и монтаж было затрачено полмиллиона литов

### Здания исторического и философского факультетов
Трёхэтажное здание исторического факультета при реконструкции по проекту Подчашинского в 1825 году было приспособлено под квартиры профессоров. На здании исторического факультета установлена памятная плита с барельефом украинского поэта и художника Тараса Шевченко, который в 1829—1831 годах брал уроки в университетской художественной мастерской профессора Яна Рустема.
Здания исторического факультета (Universiteto g. 7) и философского факультета (Universiteto g. 9) замыкают с восточной стороны площадь Даукантаса.

### Дворцы де Реусов и Лопацинских
В коротком продолжении за площадью Даукантаса улицу образуют с одной стороны боковой фасад дворца де Реусов (предположительно архитектор Мартин Кнакфус, Universiteto g. 10 / S. Daukanto a. 2), с другой — левое крыло дворца Сулистровских (Лопацинских), в котором разместилась, в частности, Инспекция государственного языка (Valstybinės kalbos inspekcija (главный фасад здания выходит на улицу Скапо).
По правой восточной стороне улицы стоит закрытый высокой стеной двор бывшего архиепископского дворца (архитектор Стефан Нарембский), занятый ныне католической Курией Вильнюсской архиепархии и Конференция епископов Литвы, одним из фасадов выходящий на улицу Швянтарагё.